# Michoacán-Hirschmaus
Die Michoacán-Hirschmaus (Osgoodomys banderanus) ist eine in Mexiko lebende Nagetierart aus der Gruppe der Neuweltmäuse. 
Der wissenschaftliche Gattungsname ehrt den US-amerikanischen Zoologen Wilfred Hudson Osgood.
Diese Tiere erreichen eine Kopfrumpflänge von 10 bis 12 Zentimeter, eine Schwanzlänge von 11 bis 13 Zentimeter und ein Gewicht von rund 50 bis 70 Gramm. Ihr Fell ist am Rücken graubraun gefärbt, der Bauch und die Füße sind weiß. Der Schädel ist sehr schlank.
Michoacán-Hirschmäuse leben ausschließlich im südwestlichen Mexiko, im Bereich der Staaten Nayarit, Jalisco, Michoacán und Guerrero. Sie leben in Buschländern, sowohl an der Küste als auch im Landesinneren.
Diese Tiere halten sich sowohl am Boden als auch in den Bäumen auf. Sie errichten Nester aus Blättern, Gräsern und anderem Pflanzenmaterial, entweder in Baumhöhlen oder am Boden. Ihre Nahrung besteht aus Samen, Früchten und Insekten.
Michoacán-Hirschmäuse sind enge Verwandte der Weißfuß- oder Hirschmäuse (Peromyscus), manchmal werden sie auch in diese Gattung eingegliedert.